# Чёрное (озеро, Выборгский район)
Чёрное (фин. Mustajärvi) — пресноводное озеро на территории Каменногорского городского поселения Выборгского района Ленинградской области.

## Общие сведения
Площадь озера — 1,1 км², площадь водосборного бассейна — 13,3 км². Располагается на высоте 22,6 метров над уровнем моря.
Форма озера лопастная, продолговатая: оно почти на три километра вытянуто с северо-запада на юго-восток. Берега изрезанные, каменисто-песчаные, преимущественно возвышенные, местами скалистые.
Из восточной оконечности озера вытекает безымянный водоток, втекающий с правого берега в реку Петровку, которая впадает в озеро Конское, через которое протекает река Суоккаанвирта. Последняя впадает в Новинский залив, являющийся частью системы Сайменского канала, выходящего в Финский залив
К западу от озера проходит автодорога местного значения.
Населённые пункты вблизи водоёма отсутствуют.
Озеро расположено в пяти километрах от Российско-финляндской границы.
Название озера переводится с финского языка как «чёрное озеро».
Код объекта в государственном водном реестре — 01040300511102000009735.